# Bise
Bise är ett namn på nordliga, kalla och torra vindar i Kontinentaleuropa.

## Frankrike
Vinden blåser från nordöstra Frankrike söderut till Massif Central där den kallas bise noire ("svart bise"). Vinden förekommer året runt och ackompanjeras ofta av klarblå himmel. Undantagsvis kan den medbringa åskmoln, stormar och hagel under hösten och vintern.
På franska kan bise också betyda kindpuss.

## Schweiz

Bise vid Genèvesjön.

I Schweiz är Bise en nordlig eller nordostlig vind som blåser genom Schweiziska mittlandet. På vintern kan ge upphov till inversion medan den på sommaren ofta ger vackert väder. Den uppstår vid högtryckslägen i norra och östra Europa.
Eftersom Mittlandet smalnar mot sydväst blir vinden starkast runt Genèvesjöns västsida. Fredrika Bremers dagbok omnämner vinden flera gånger.